# Марк-Еміль Рюше
Марк-Еміль Рюше (фр. Marc-Emile Ruchet) (14 вересня 1853 — 13 липня 1912) — швейцарський державний і політичний діяч, дипломат.

## Біографія
Народився 14 вересня 1853 року в місті Бе, кантон Во, Швейцарія.
- З 1 січня 1898 по 31 грудня 1898 — президент Кантональної ради кантону Во.

- З 14 грудня 1899 по 9 липня 1912 — член Федеральної Ради Швейцарії.

- З 1 січня 1900 по 31 грудня 1903 — начальник департаменту внутрішніх справ Швейцарії.

- З 1 січня 1904 по 31 грудня 1904 — віце-президент Швейцарії, начальник департаменту фінансів.

- З 1 січня 1905 по 31 грудня 1905 — президент Швейцарії, начальник політичного департаменту Швейцарії.

- З 1 січня 1906 по 31 грудня 1910 — начальник департаменту внутрішніх справ Швейцарії.

- З 1 січня 1910 по 31 грудня 1910 — віце-президент Швейцарії.

- З 1 січня 1911 по 31 грудня 1911 — президент Швейцарії, начальник політичного департаменту.

- З 1 січня 1912 по 9 липня 1912 — начальник департаменту внутрішніх справ Швейцарії.

- 13 липня 1912 — помер в Берні.